# Steven Lawless
Steven Lawless (* 12. April 1991 in Glasgow) ist ein schottischer Fußballspieler, der bei Partick Thistle unter Vertrag steht.

## Karriere
Steven Lawless begann seine Karriere beim FC Motherwell. Während er für die U19 des Verein spielte, erhielt er im Jahr 2010 einen Vertrag als Profi. Zuvor war Lawless Torschützenkönig in der U19-Premier League 2009/10 geworden. Am Anfang der Saison 2010/11 wurde er an den schottischen Viertligisten Annan Athletic verliehen. Für den Verein absolvierte er lediglich jeweils ein Spiel im League Cup und Challenge Cup. Lawless wurde daraufhin an die Albion Rovers weiterverliehen. Für den ebenfalls in der vierten Liga spielenden Verein erzielte er im Februar 2011 sein erstes Tor als Profi, als er im Spiel gegen seinen vorherigen Leihverein Annan Athletic traf. In den Aufstieg-Play-offs der Saison 2010/11 setzten sich die Rovers gegen Annan Athletic durch und stiegen in die dritte Liga auf. Dort sicherten sich die Rovers in der folgenden Saison 2011/12 in der Relegation den Klassenerhalt.
Nach seiner zweijährigen Leihe zu den Rovers nach Coatbridge, verpflichtete ihn der Zweitligist Partick Thistle. Gleich in der ersten Saison bei seinem neuen Verein gelang der Aufstieg als Meister in die Scottish Premiership. Lawless war mit 13 Toren gemeinsam mit Kris Doolan bester Torjäger der Mannschaft. In den folgenden Spielzeiten verblieb er mit dem Verein aus Glasgow in der 1. Liga und kam dabei regelmäßig zum Einsatz.
Im Mai 2015 wurde Lawless von der Scottish Football Association für mehrere Wochen gesperrt, nachdem er Spielwetten platziert hatte.
Nach sechs Jahren bei Partick verließ er den Verein im Mai 2018. Zuvor war er in der Relegation der Saison 2017/18 gegen den FC Livingston gescheitert. Ausgerechnet zu diesem Verein wechselte der Mittelfeldspieler im August desselben Jahres. Bei den Livis wurde er direkt nach seiner Ankunft Stammspieler. Nach zwei Spielzeiten wechselte er nach England zu Burton Albion.